# Torso (bande dessinée)
 (mars 2015).
- Si vous ne connaissez pas le sujet, laissez ce bandeau (vous pouvez alors contacter les auteurs).
- Si vous supprimez le contenu mis en cause (vous pouvez préalablement contacter les auteurs),

argumentez précisément cette suppression dans la page de discussion
(un manque de référence n'est pas un argument ; une recherche réelle de référence doit avoir été effectuée, être formellement documentée).
Pour les articles homonymes, voir Torso.
Torso est une bande dessinée américaine en noir et blanc, réalisée par Brian Michael Bendis (dessin et scénario) et Marc Andreyko (scénario). Elle fut publiée en épisodes aux États-Unis au cours de l'année 1998 et publiée en France par Semic en 2002  (ISBN 2-914082-81-9).
Ce comics permis à son créateur, Brian Michael Bendis, d'obtenir le Will Eisner Award du meilleur espoir en 1999. 

## Introduction
Torso est inspirée d'une histoire vraie, celle d'un tueur en série américain, le Cleveland Torso Murderer.

## Scénario
États-Unis, 1935.
Alors que le pays se remet difficilement de la crise de 1929, Cleveland semble être une des premières villes à retrouver un certain essor économique. Néanmoins la ville est gangrenée par la corruption et le crime. Le maire fait alors appel à Eliot Ness, qui jouit d'une bonne réputation depuis l'arrestation d'Al Capone. À peine finit-il de nettoyer la police de toute corruption, qu'il est confronté à une affaire vraiment très spéciale : Torso, le tueur au torse, un tueur en série américain. Ness monte discrètement une équipe (comme il l'avait fait à Chicago avec les Incorruptibles, mais cette fois-ci leur nom sera les Inconnus) afin d'essayer de cacher une partie de l'affaire aux journalistes. L'affaire  ne sera jamais totalement élucidée car bien vite la population est terrorisée et les détracteurs de Ness font tout leur possible pour mettre la pression sur lui et cela aboutira à la fermeture de l'enquête, après l'arrestation du principal suspect... libéré peu de temps après.

## Personnages
- Eliot Ness : C'est le pilier de l'histoire, il s'occupe personnellement de l'affaire Torso aidé par ses 2 agents « spéciaux », les Inconnus. Il est confronté à un grand nombre de détracteurs, dont Torso lui-même qui lui envoie des cartes postales, et des personnalités politiques mises en danger par certaines actions de Ness. Il pense plus à sa carrière dans la police (et politique) qu'à sa vie de famille, et sa femme en subira les conséquences. Eliot Ness à réellement existé, il est celui qui a combattu Al Capone pendant des années sans jamais réussir à l'arrêter.
- Les Inconnus : Composés de 2 inspecteurs de police (Walter Myrlo et Sam Simon) en qui Eliot Ness à confiance. Ils sont chargés d'enquêter sur Torso, ils n'arriveront néanmoins jamais à arrêter le vrai tueur. Walter Myrlo est un bon inspecteur, il est marié auprès d'une simple femme d'agent, patiente et aimable. Il manque parfois d'un peu de tact et met son coéquipier mal à l'aise. Sam Simon lui est plus jeune, il n'est pas marié et est beaucoup plus sensible, il s'entend néanmoins très bien avec Walter. Eux aussi sont deux personnages qui ont réellement existé et qui étaient chargés de l'affaire.
- Le maire : Il engage Eliot afin de nettoyer la police, hélas il se rendra compte que Ness en fait un peu trop, et finit par mettre en danger certain de ses collaborateurs (et peut-être lui-même). L'affaire Torso qui s'éternise compromet sa réélection, il s'arrangera donc pour mettre Ness au placard.
- Torso : On ne sait pas grand-chose de lui, plusieurs personnes seront arrêtées par des « policiers » afin de mettre fin à cette affaire, et de l'étouffer. Le vrai tueur (du moins on le suppose) enverra néanmoins toujours des cartes postales à Eliot Ness.